# Лабёк, Изабелла
Изабелла Лабёк (нем. Isabella Laböck; род. 6 апреля 1986, Прин-ам-Кимзее, Бавария) — немецкая сноубордистка, выступающая в параллельном гигантском слаломе и параллельном слаломе. Чемпионка мира 2013 в параллельном гигантском слаломе.